# Marcus Petreius
Marcus Petreius (110 v.Chr. - april 46 v.Chr.) was een Romeins militair en politicus.
Petreius was de eerste man in zijn familie die in de Romeinse Senaat zitting nam. Hij was praetor en tijdens de opstand van Catalina in 62 v.Chr. diende hij onder consul Gaius Antonius Hybrida al 30 jaar in het Romeins leger als tribunus militum, praefectus en onder Antonius als Legatus legionis. In de beslissende slag bij Pistoria voerde Petreius het commando, omdat Antonius een aanval van jicht had.
Petreius steunde Cato in zijn protesten tegen het eerste triumviraat van Caesar, Pompeius en Crassus en in de burgeroorlog tussen Pompeius en Caesar steunde hij Pompeius, die hem met Lucius Afranius aanstelde als legatus van de provincie Hispania Citerior. Nadat Caesar het Italische thuisland had veiliggesteld, trok hij met zijn legioenen naar Spanje. Hij werd opgehouden vanwege het beleg van Massilia en stuurde Gaius Fabius met drie legioenen vooruit. Fabius bouwde twee bruggen over de Segre, en werd nadat een brug was ingestort aangevallen door de troepen van Petreius en Afrianus, maar zonder grote gevolgen. In de zomer van 49 v.Chr. arriveerde Caesar in Hispania Citerior, waar hij de strijd aanbond met de vijf legioenen van Petreius en Afrianus (Slag bij Ilerda). Door het zeer slechte weer werden Caesars bruggen vernield en raakte hij ingesloten tussen de Segre en de Cinca. Zijn troepen aan de andere kant van de brug werden vernietigd door Petreius. Caesar wist een brug te herstellen en begon kort daarop met de aanleg van een voorde over de rivier bij Ilerda. Daarop verlieten Afranius en Petreius de stad en trokken ze naar het westen. Afranius wilde zich aan Caesar overgeven, maar Petreius wilde daar niets van weten. Eind juli 49 v.Chr. wist Caesar het Pompeiaanse leger te omsingelen en begin augustus waren Afranius en Petreius genoodzaakt zich over te geven.
Afranius en Petreius vertrokken naar Griekenland, waar ze zich bij het leger van Pompeius aansloten. Na de verloren Slag bij Pharsalus (48 v.Chr.) vluchtte Petreius met Cato naar Africa. Hier vocht hij onder Titus Labienus tegen het leger van Caesar in de Slag bij Ruspina. De slag eindigde in een overwinning voor de Pompeianen, maar Petreius werd hierbij gevaarlijk verwond. Labienus en Petreius vochten in 46 v.Chr. onder Metellus Scipio in de Slag bij Thapsus, waarbij de Pompeianen door Caesar verslagen werden. Na de nederlaag vluchtte Petreius met de Numidische koning Juba I naar Zama, waar ze beiden zelfmoord pleegden.